# Futbol Club Martinenc
El Futbol Club Martinenc és un club esportiu català fundat el 1909, originari de Sant Martí de Provençals, establert actualment al barri del Guinardó de Barcelona.
El FC Martinenc és l'impulsor i el principal organitzador del Torneig d'Històrics del Futbol Català. El 26 de febrer de 2010 va rebre de l'Ajuntament de Barcelona, coincidint amb els actes centrals del centenari de l'entitat, la medalla d'or al mèrit esportiu en reconeixement de la seva tasca social i esportiva.

## Història

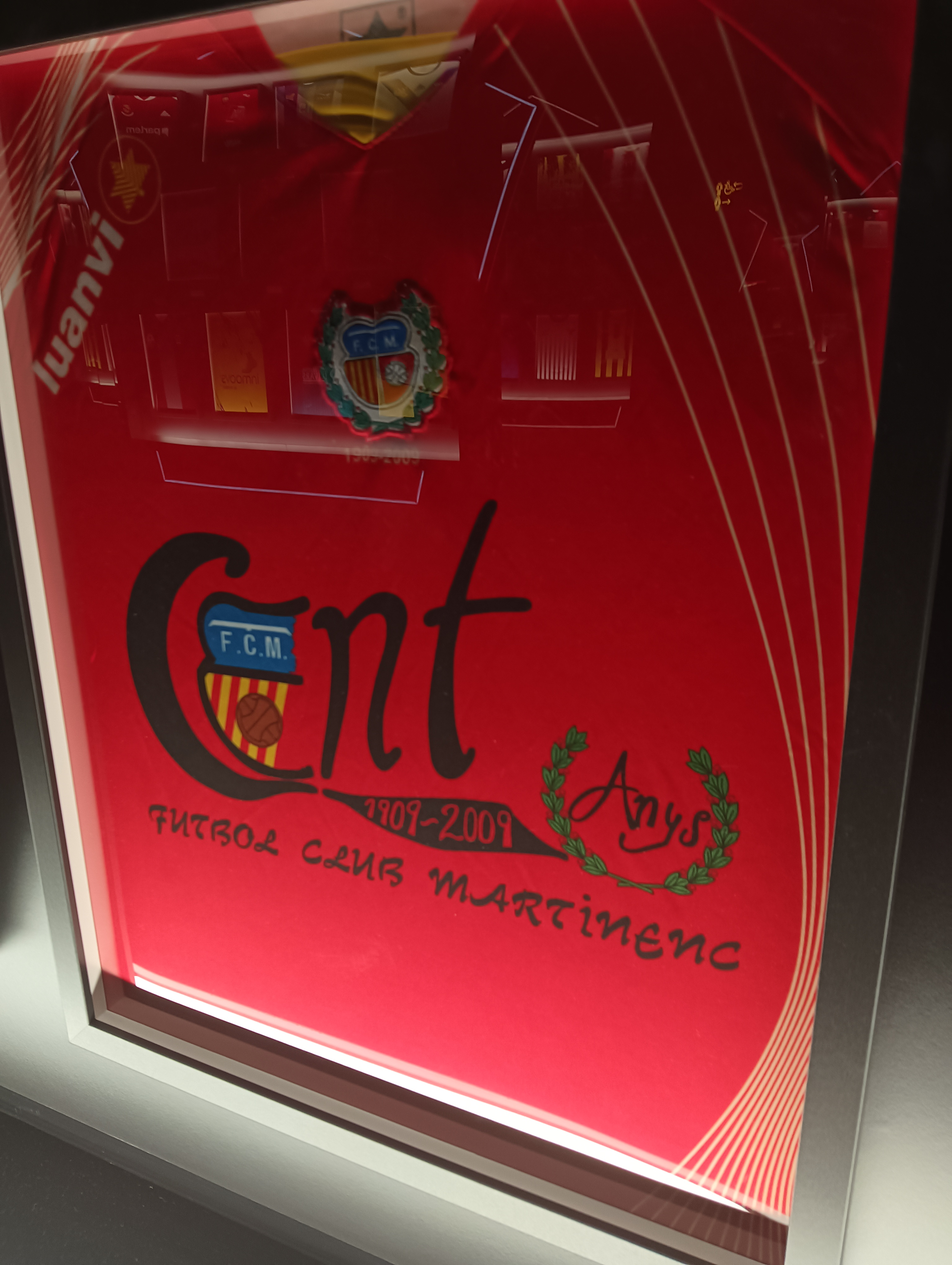
Samareta Martinenc.

El FC Martinenc és un club poliesportiu fundat el 1909, originalment al barri de Sant Martí, d'on va agafar el seu nom, però que ha arrelat al barri del Guinardó, on actualment té les seves instal·lacions (al complex esportiu municipal del Guinardó). Durant aquells anys ja competien, en representació de la llavors vila de Sant Martí de Provençals, el club FC Martinense i Centre d'Esports Martinenc. Les dues entitats decideixen fusionar-se el novembre de 1917, adoptant el nom de FC Martinenc, i participant en els campionats organitzats per la Federació Catalana.
La temporada 1922/23 el FC Martinenc queda campió de Catalunya i campió d'Espanya de la seva categoria, un dels majors èxits en la història del club.
Finalitzada la Guerra Civil, el club reinicia la seva activitat amb el nom de Unión Deportiva San Martín, canviat per la censura del català, fins que l'any 1975 l'assemblea de socis, per unanimitat, acorda tornar al seu nom d'origen. Durant els primers anys de vida del club, destaquen les següents temporades exitoses:
- Temporada 1944/45 Campió d'Espanya de la 1a Copa Federación Española de Fútbol[2]
- Temporada 1945/46 Campió de Catalunya d'Aficionats i Campió de la Copa Federació Catalana[2]
- Temporada 1946/47 Campió de Catalunya d'Aficionats[2]
- Temporada 1947/48 Campió de Catalunya d'Aficionats[2]
- Temporada 1950/51 Campió de 3a Divisió Nacional[2]

L'any 1959 se celebra el 50è aniversari amb un seguit d'actes que finalitzaran amb un partit contra el primer equip del Reial Madrid amb un camp ple de gom a gom.
L'any 1984 se celebrà el 75è aniversari amb el suport de totes les institucions catalanes, la participació entusiasta dels socis i clubs col·laboradors, el treball de les diferents seccions (natació, waterpolo, hoquei patins, petanca i futbol), sense oblidar els 2.500 nens i nenes en edat escolar que participen en l'escola d'iniciació esportiva practicant atletisme, bàsquet, gimnàstica i judo. Ençà també se celebrà la primera edició del Torneig d'Històrics del Futbol Català, que ha arribat actualment a més de 30 edicions sent tot un referent.

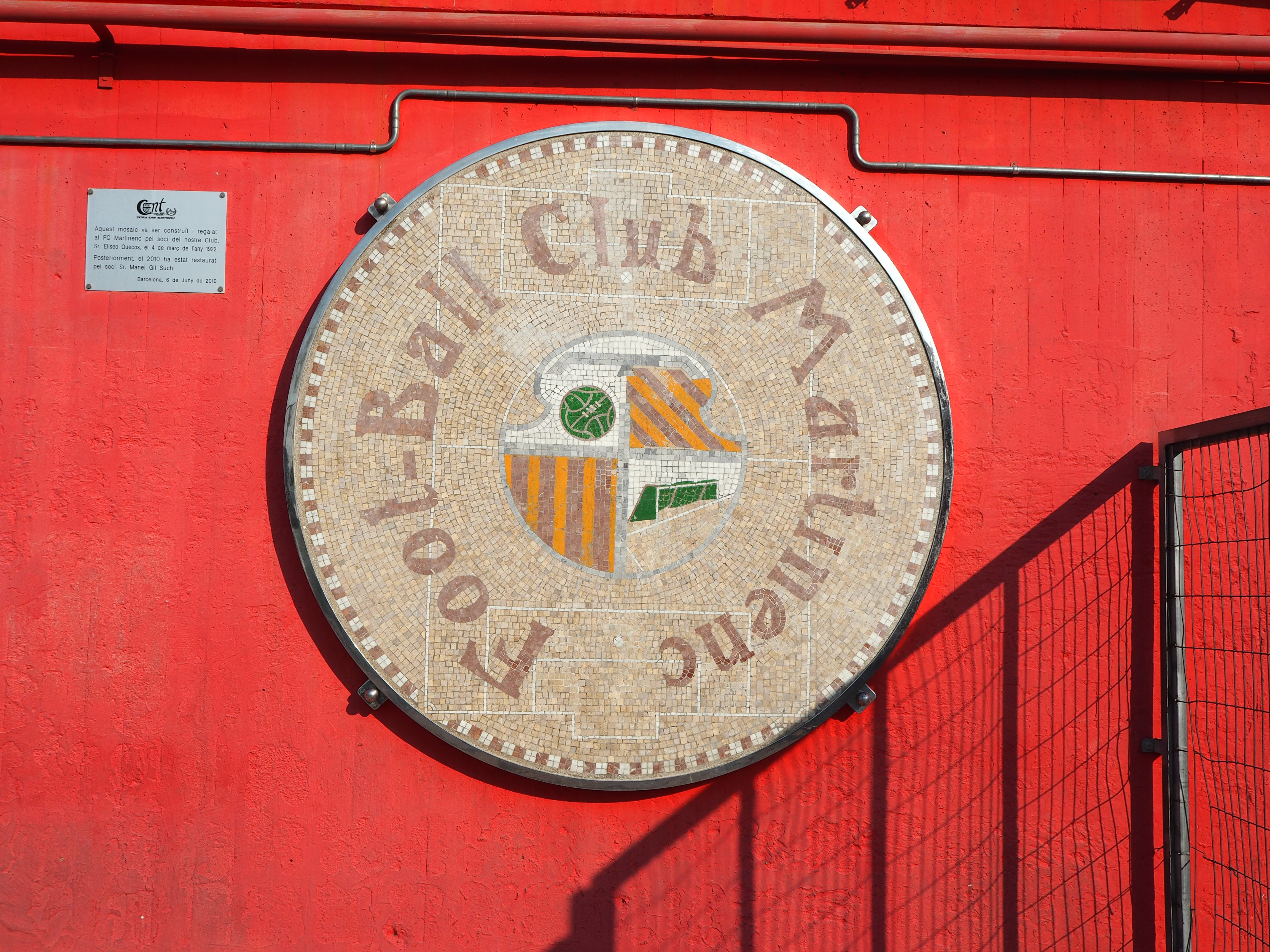
Mosaic dedicat al FC Martinenc.

El club continua treballant pel jovent del barri i competint el seu primer equip de futbol a la Tercera Divisió fins a la temporada 1994/95. La temporada 1998/99 comencen a notar-se els resultats de la tasca desenvolupada i es classifiquen en segon lloc a la lliga jugant la promoció d'ascens.
És en la següent temporada, 1999/2000, el Martinenc es classifica en primer lloc a la lliga i guanya l'ascens a la primera divisió Catalana. Després d'uns anys complicats en les categories amateurs de la Federació Catalana de Futbol, el Martinenc celebra el seu centenari amb moltes activitats i reconeixement l'any 2009. L'equip de futbol, a més, aconsegueix l'ascens Tercera Divisió, la més alta de la història el club, la temporada 2014-15.

## Estadístiques del club
- Temporades a Primera divisió: 0
- Temporades a Segona divisió: 0
- Temporades a Segona divisió B: 0
- Temporades a Tercera divisió: 30
- Participacions en la Copa del Rei: 5
- Millor classificació a la Copa: 3a Ronda, temporada 1948/49
- Participacions en la Copa Federación: 2

## Jugadors destacats
- David Bauli
- Lakatos[5]
- Alfred Porcar, "Fido"
- Francesc Betancourt

## Palmarès
Futbol

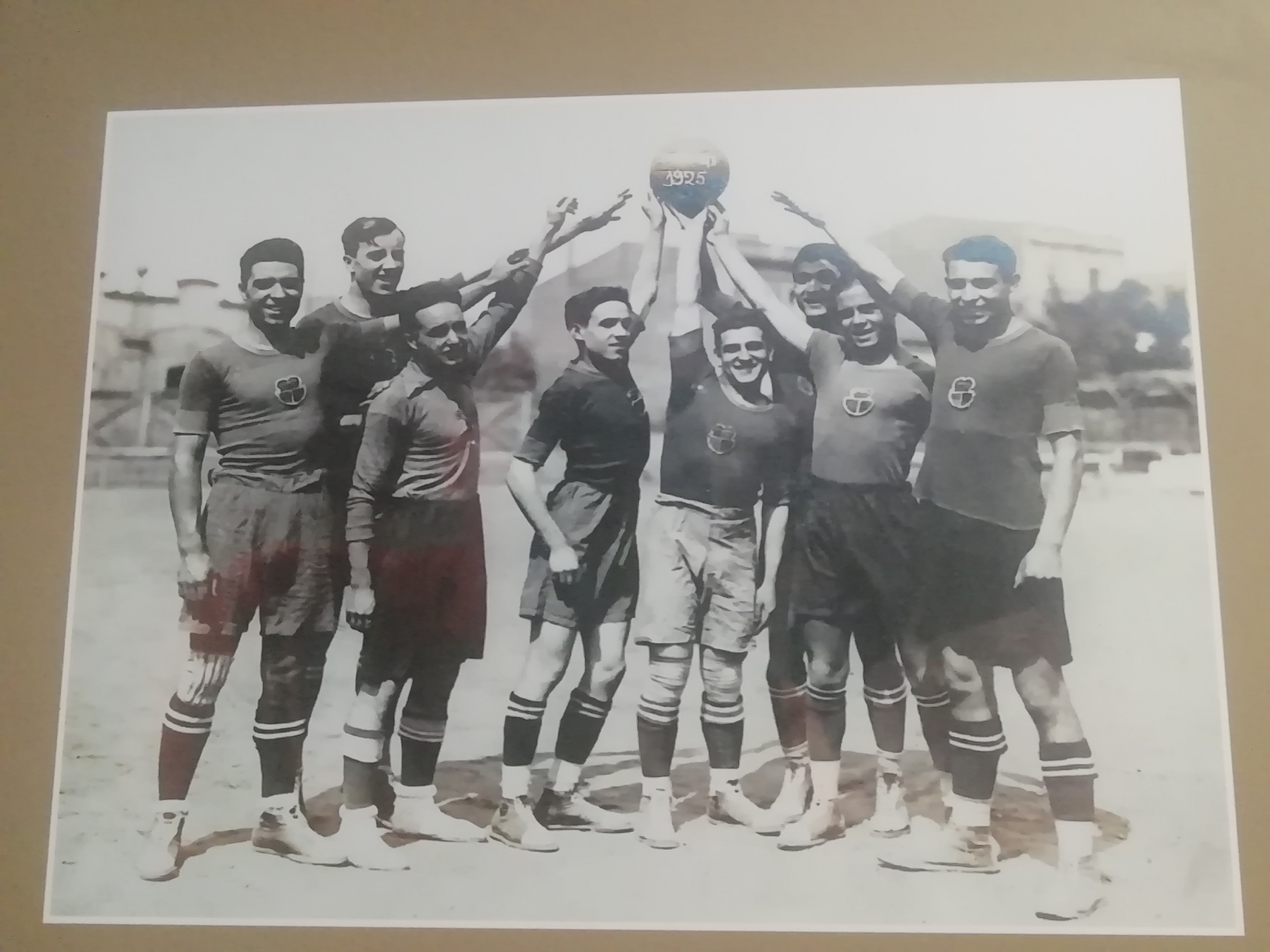
Equip de basquetbol del FC Martinenc, 1925.

- Campionat de Catalunya de segona categoria: 1923, 1931
- Campionat d'Espanya de segona categoria: 1923
- Lliga de Tercera Divisió: 1951
- Primera Catalana: 1985 II, 1988 II, 2014 II
- Segona Catalana: 1984 II, 2006 II, 2011 II
- Copa Reial Federació Espanyola de Futbol: 1945
- Campionat de Catalunya d'Aficionats: 1946, 1947, 1948
- Torneig Històrics: 1984, 1986, 1990, 1991

Basquetbol
- Campionat de Catalunya: 1925, 1927